# 마루야마코엔역
마루야마코엔역(일본어: 円山公園駅, まるやまこうえんえき)은 일본 홋카이도 삿포로시 주오구에 위치한 삿포로 시영 지하철의 역이다.

## 역 구조
지하 1층에 개찰구가 있고 지하 2층에 상대식 승강장 2면 2선의 홈이 있다. 개찰구는 두 승강장별로 나뉘어 있어 반대편으로 건너갈 수 없는 구조이다.
개찰구와 마루야마 버스 터미널 사이는 약 200m 떨어져 있으며, 지하 통로로 연결되어 있다. 1 ~ 3번 출입구가 버스 터미널과 인접하고 4,5번 출입구가 개찰구 부근에, 6번 출입구는 버스 터미널까지의 통로가 중간에 있다. 엘리베이터는 각 개찰구와 승강장 사이에 각각 설치되어 지상으로 연결되는 엘리베이터는 버스 터미널 내로 6번 출입구에 있다. 6번 출입구는 상업 시설 "마루야마 클래스"와 지하로 직결되고 본 시설의 개업에 따라 2009년 3월에 공용 개시되었다.

### 타는 곳
| 1 | 도자이 선 | 오도리・시로이시・신삿포로 방면 |
| 2 | 도자이 선 | 고토니・미야노사와 방면         |

## 이용 현황
삿포로 시 교통국의 조사에 따르면 2015년도 1일 평균 승차 인원은 14,601명이다.
최근 1일 평균 승차 인원의 추이는 다음과 같다.
| 연도 | 1일 평균 승차 인원 |
| ---- | ------------------ |
| 2008 | 11,254             |
| 2009 | 12,267             |
| 2010 | 12,297             |
| 2011 | 12,406             |
| 2012 | 12,935             |
| 2013 | 13,553             |
| 2014 | 14,055             |
| 2015 | 14,601             |

## 역 주변
이른바 삿포로 시 중심부로 불리는 지역의 서쪽 끝에 있어서 "미야노모리"나 "미야가오카" 등의 주택지와도 가깝다.
역 주변은 주택을 중심으로 중고층 건물이 많은 시가지이며, 오도리와 접하는 곳에 사무실과 상점도 많다. 최근에는 아파트 건설이 활발하며, 특히 2005년에 스미토모 부동산이 분양한 "시티 타워 마루야마진구토리이마에"(28층, 높이 약 100m)는 도시의 새로운 랜드 마크로 되었다.
역명의 유래인 마루야마 공원은 역 서쪽으로 약 300m에 위치하고 이외에도 홋카이도 신궁과 마루야마 동물원, 마루야마 구장 등에서 가장 가까운 역이다.
- 홋카이도 신궁
  - 홋카이도 신궁 제1토리이
- 마루야마 공원
  - 마루야마 동물원
  - 마루야마 종합운동장
    - 삿포로 시 마루야마 구장
    - 삿포로 시 마루야마 경기장
- 오쿠라야마 점프 경기장
  - 삿포로 겨울 스포츠 박물관
  - 오쿠라야마 전망대
- 미야노모리 점프 경기장
- 삿포로 시립 마루야마 초등학교
- 삿포로 마루야마 우체국
- 호쿠요 은행 마루야마 공원 지점
- 홋카이도 은행 토리이마에 지점
- 마루야마 클래스 (6번 출입구 직결)
- 토코 스토어 마루야마 점
- 삿포로 푸드 센터 마루야마 점
- 주 삿포로  미국 총영사관
- 간조도리

## 역사
- 1976년 6월 10일: 고토니 ~ 시로이시 역간 개통에 따라 영업 개시.
- 2009년
  - 1월 27일: 스크린도어 사용 개시[1].
  - 3월 18일: "마루야마 클래스" 개업에 따라, 6번 출입구 공용 개시.

## 역명의 유래
마루야마 공원이 근처에 있어서 제정되었다.

## 사진

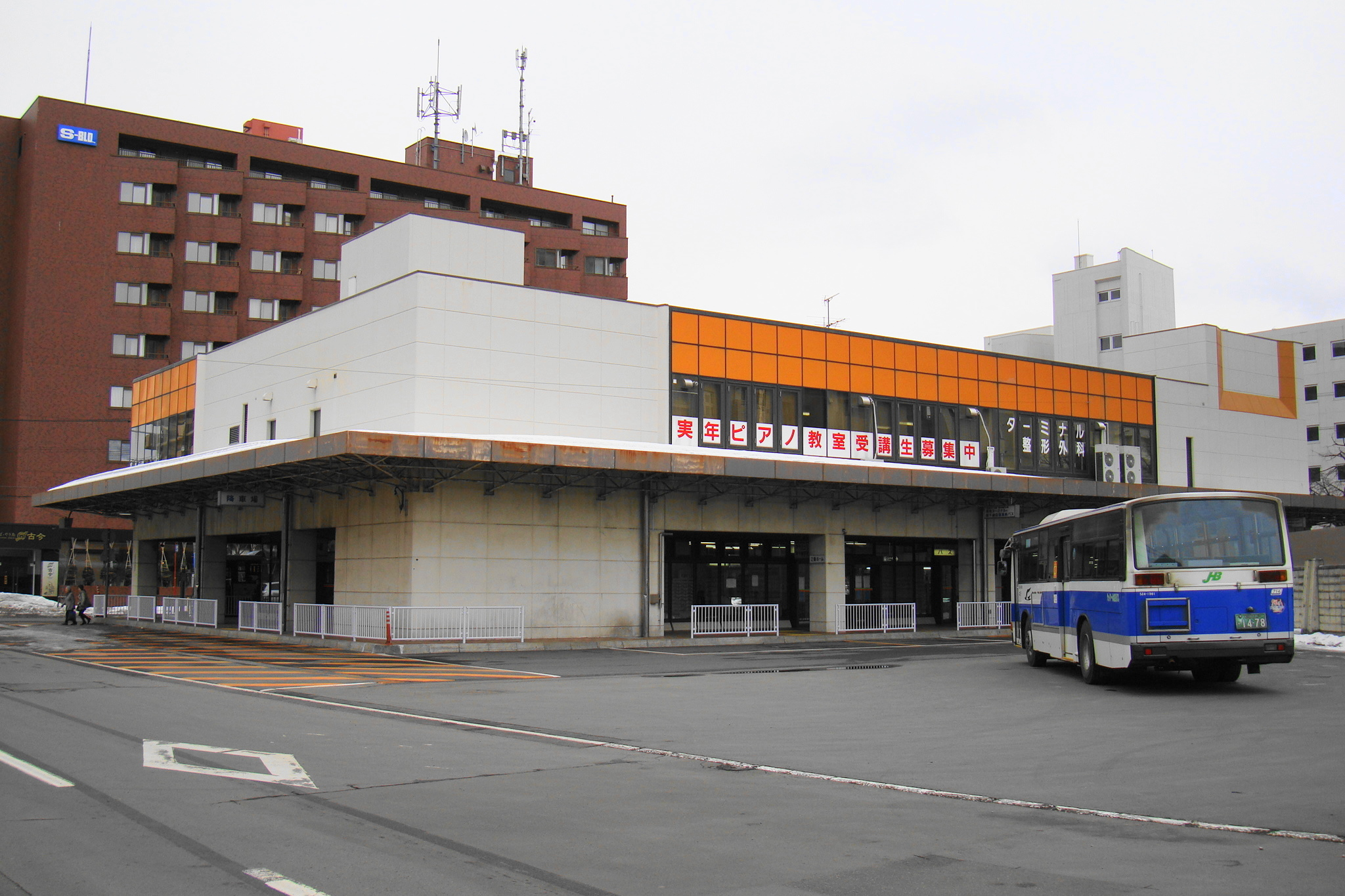
마루야마 버스 터미널
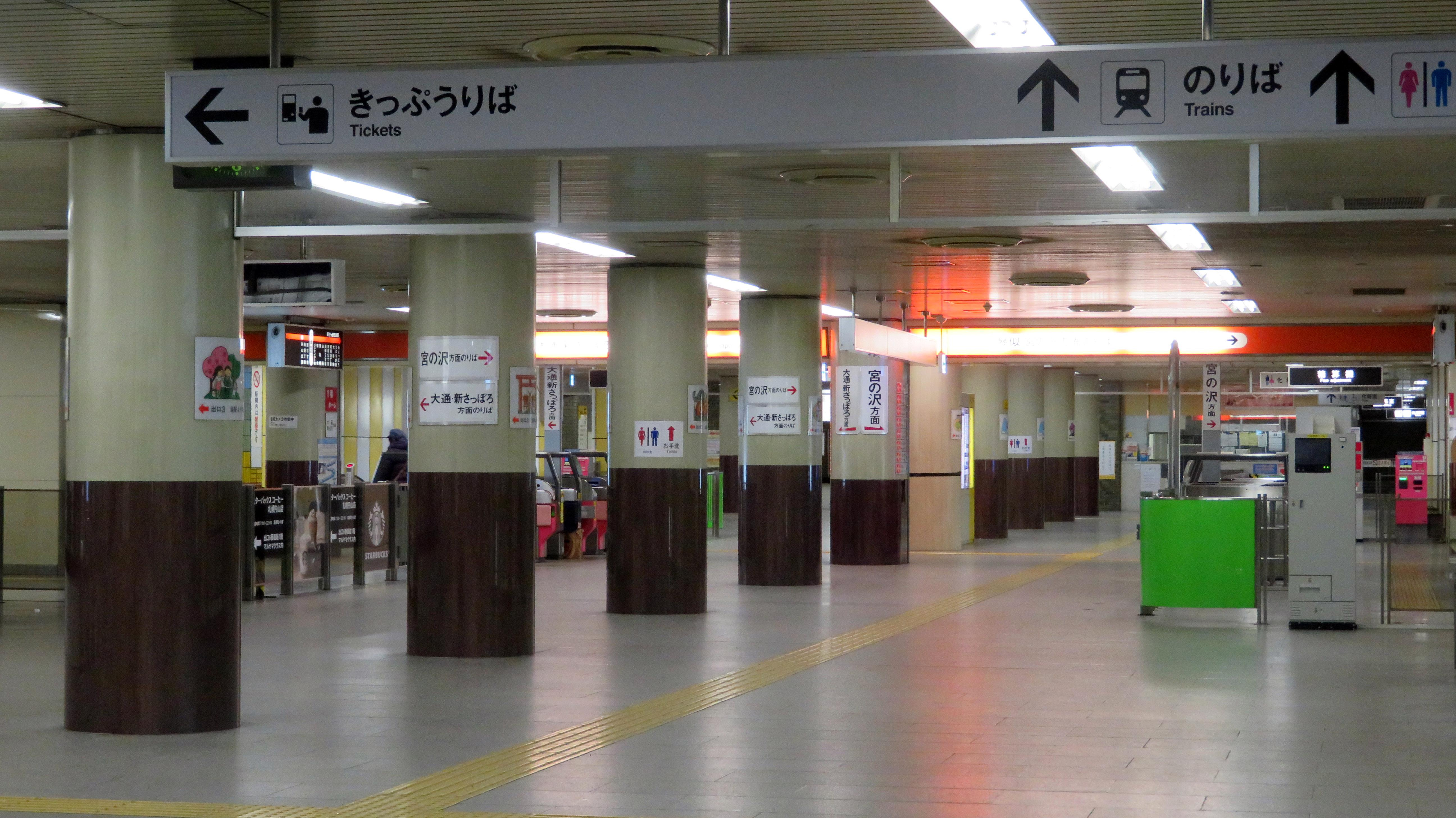
개찰구
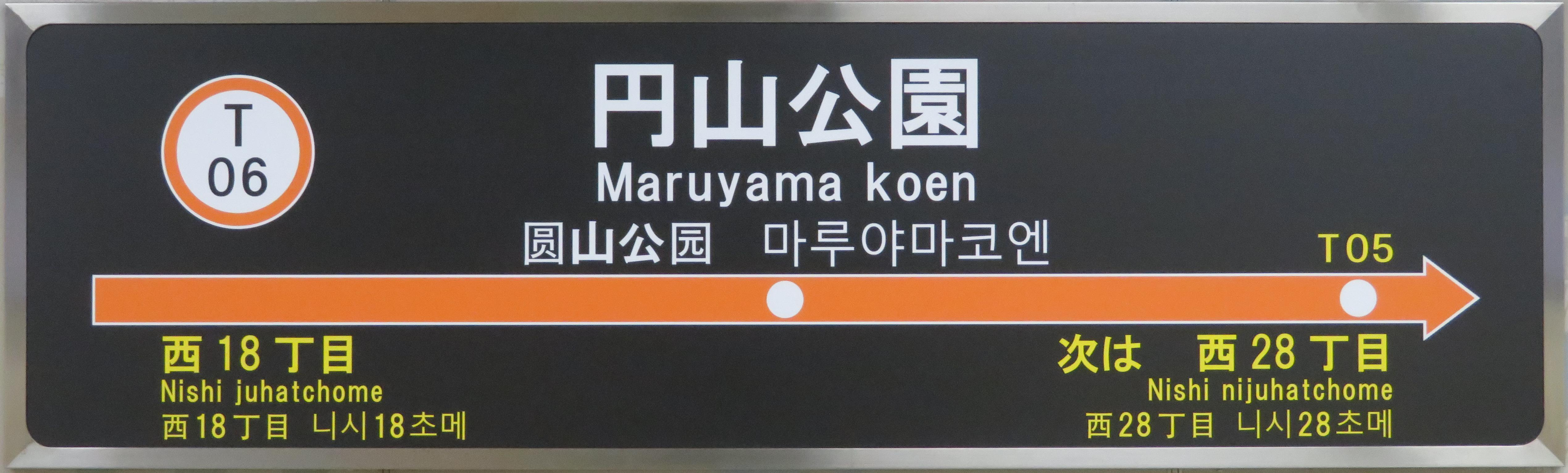
역명판

## 인접역
| 삿포로 시 교통국 지하철 도자이 선 | 삿포로 시 교통국 지하철 도자이 선 | 삿포로 시 교통국 지하철 도자이 선 |
| --------------------------------- | --------------------------------- | --------------------------------- |
| T05 니시 28초메 미야노사와 방면   | ● 도자이 선                       | T07 니시 18초메 신삿포로 방면     |